# Kirelbaach
Kirelbaach är ett vattendrag i Luxemburg.   Det ligger i distriktet Diekirch, i den nordvästra delen av landet, 40 kilometer norr om huvudstaden Luxemburg.
I omgivningarna runt Kirelbaach växer i huvudsak blandskog. Runt Kirelbaach är det ganska glesbefolkat, med 35 invånare per kvadratkilometer.